# 부풀
부풀(Bupul)은 서뉴기니 남파푸아주의 마을이다. 2013년에 팜유 플랜테이션이 들어서 인도네시아인과 원주민 사이의 갈등 요인이 되고 있다.